# Uggerslev
Uggerslev är en tätort i Nordfyns kommun i Region Syddanmark i Danmark. Tätorten har 353 invånare (2024). Den ligger på Fyn, cirka 14 kilometer öster om Bogense.